# Giống gà

Gà Busteni

Gà nhà là giống gia cầm rất phổ biến, hầu như tất cả các quốc gia đều có từ một hay nhiều giống gà, thậm chí nhiều địa phương cũng có một giống gà riêng. Trên thế giới nhiều giống gà đã được lưu giữ lai tạo thành công gồm các loài gà bản địa, gà công nghiệp như gà thịt, gà hướng trứng, gà lông màu, gà lông trắng cũng như các giống gà chọi, gà kiểng
Dưới đây liệt kê (chưa đầy đủ) một số giống gà trên thế giới

## Các giống

### Việt Nam
- Gà ri
- Gà ác
- Gà ác Thái Hòa
- Gà Mía
- Gà Tò
- Gà Tè
- Gà tre
- Gà nòi (gà chọi, gà đòn)
- Gà Móng
- Gà Hồ
- Gà Re
- Gà kiến (gà Bình Định)
- Gà chọi Bình Định
- Gà H’Mông (gà Mèo)
- Gà Okê (gà đen)
- Gà chín cựa (gà nhiều cựa)
- Gà nhiều ngón Phú Thọ

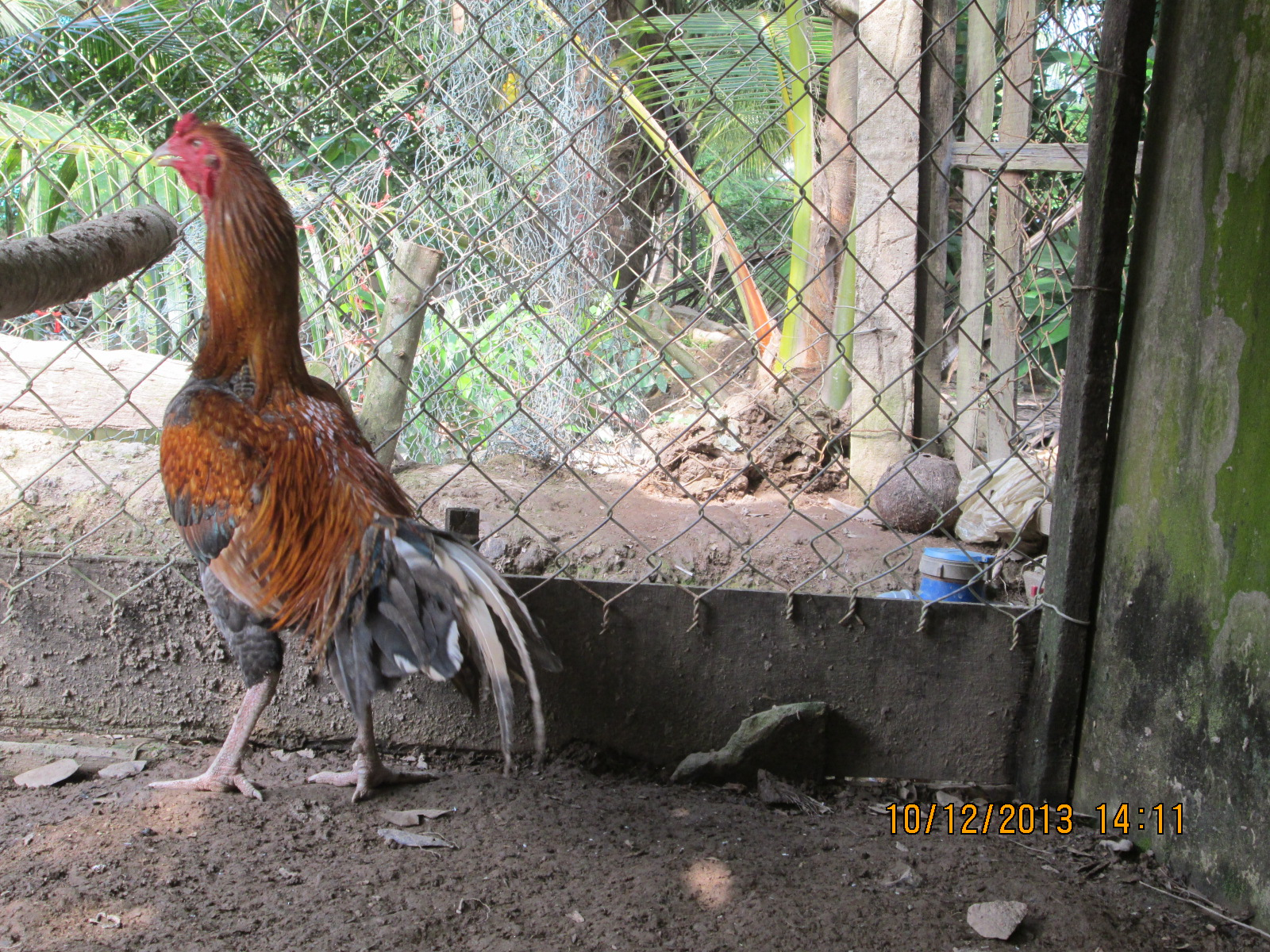
Một con gà Chợ Lách, Bến Tre

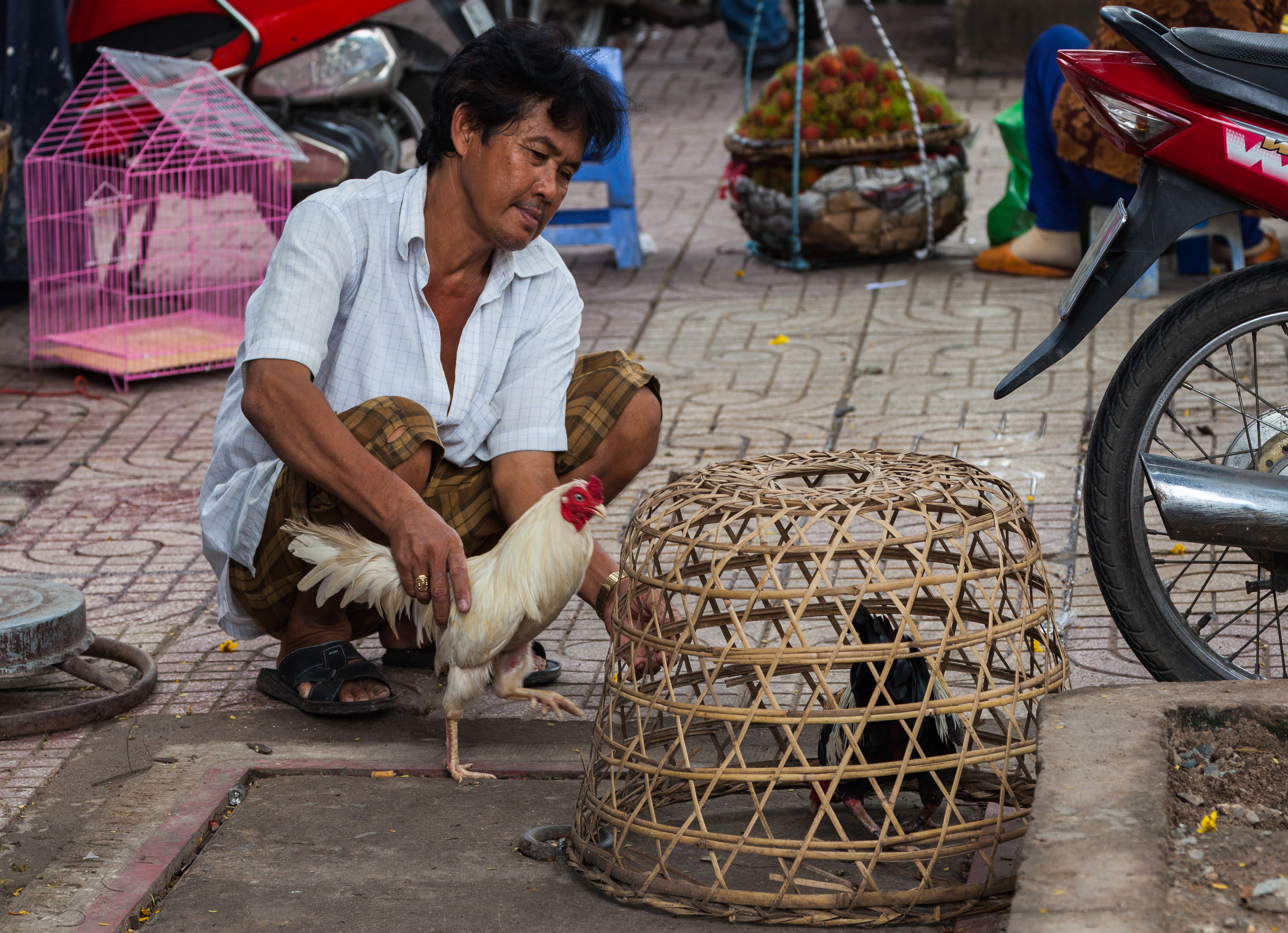
Gà Cao Lãnh (biến thể nhạn trắng)

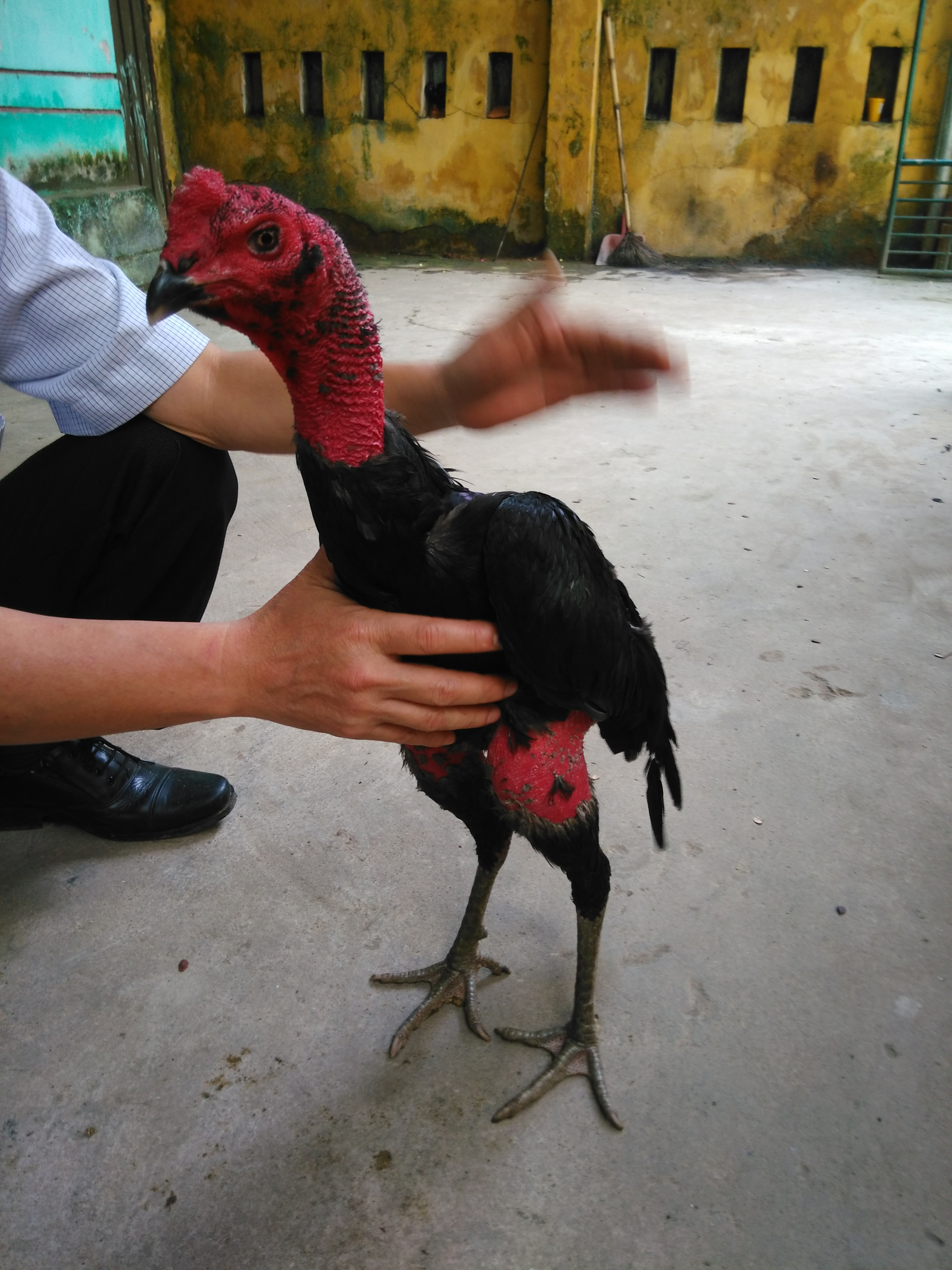
Gà nòi Bình Định

- Gà cáy củm (gà cúp, gà không phao câu)
- Gà lông chân
- Gà Tàu vàng (gà ta vàng)
- Gà Đông Tảo (gà tiến vua)
- Gà Lạc Thủy
- Gà Liên Minh
- Gà Tiên Yên
- Gà Văn Phú
- Gà Cao Lãnh
- Gà Chợ Lách
- Gà tre Tân Châu
- Gà đồi Yên Thế
- Gà râu Cái Chiên
- Gà ri Ninh Hòa
- Gà ta lai (tổ hợp lai)
  - Gà lai Hồ - Lương Phượng
  - Gà VCN
  - Gà VCN-G15
  - Gà ML-VCN
  - Gà VBT
  - Gà VP2
  - Gà RSL
  - Gà TP
- Gà Phù Lưu Tế
- Gà Ma Hoàng
- Gà Mạnh Hoạch

### Mỹ

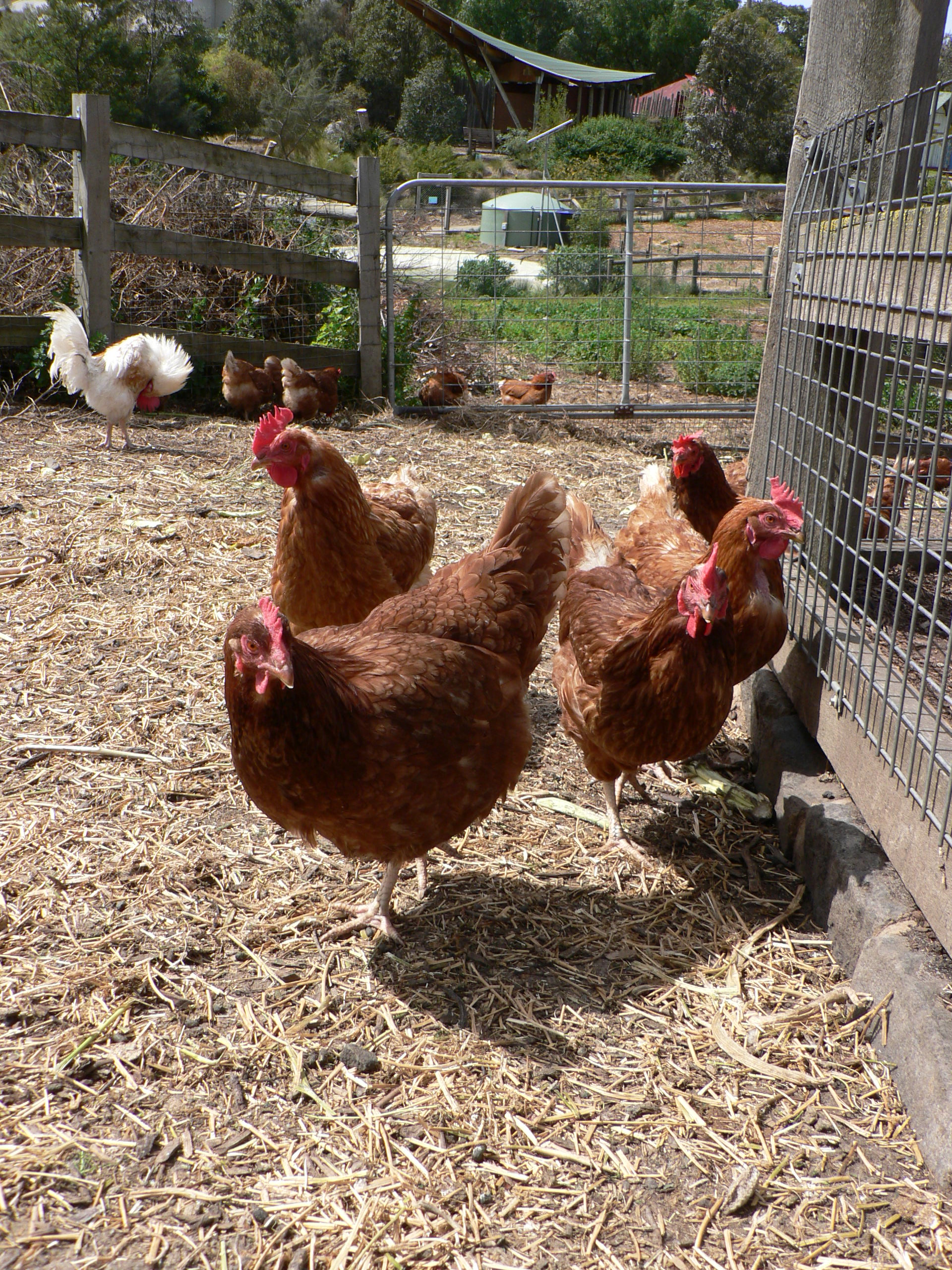
Gà ISA Browns

- Gà Plymouth hay Gà Plymouth Rock, gà Ply-mút, hay gà cú
- Gà New Hampshire
- Gà Rohde Đỏ hay Gà Rhode Island Đỏ
- Gà ISA nâu (ISA Brown: Gà Isa Vedette, Gà ISA MPK)
- Gà Arboi Acres (gà AA)
- Gà Avian
- Gà Brown Nick
- Gà Hy–Line (gà Hai-lai)
- Gà Hubbard (gà Hu-bát)
- Gà Brahma (gà Kỳ Lân)
- Gà Phục Sinh
- Gà chọi Mỹ
- Gà rừng Saipan
- Gà Wyandotte
- Gà Delaware
- Gà Buckeye
- Gà Java
- Gà Jersey lớn
- Gà Ameraucana
- Gà Lamona
- Gà Star
- Gà Pyucheon

### Anh
- Gà vảy cá (Sebright)
- Gà Cornish
- Gà Sussex
- Gà Ross 208 (gà Linh Phượng)
- Gà Babcock 308
- Gà Quý Phi
- Gà Rosecomb (gà mồng hoa)

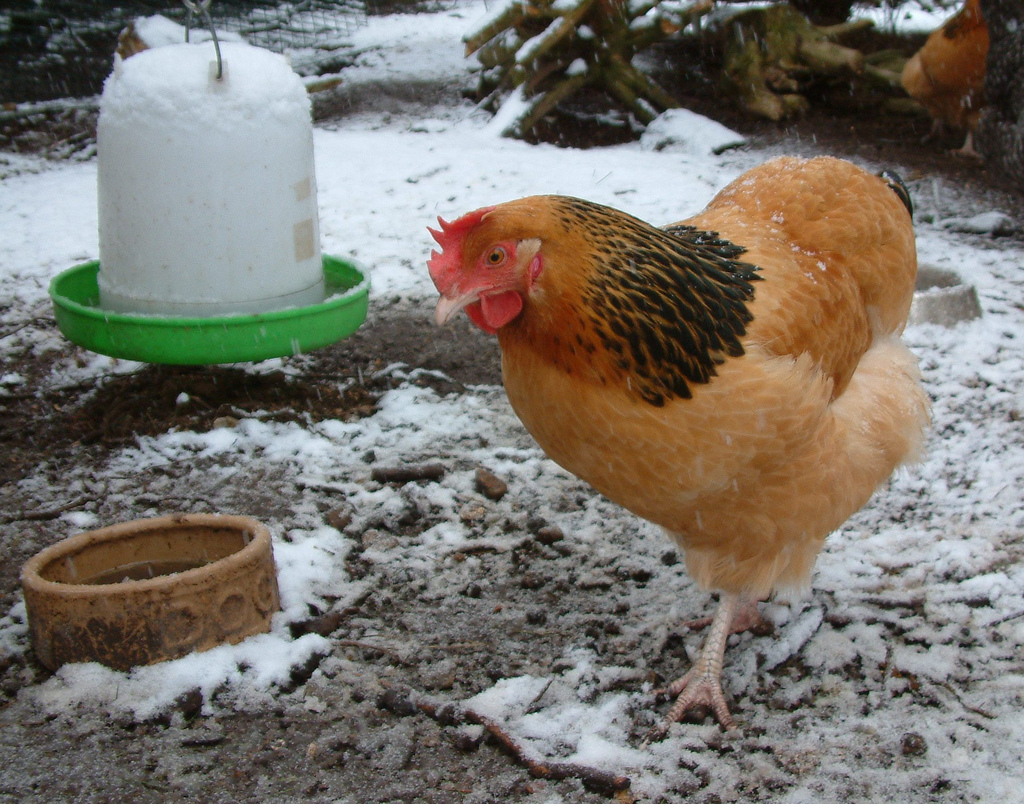
Một con gà lông màu của Anh

- Gà chọi Anh (gồm Modern Game và Old English game)
- Gà Orpington
- Gà Legbar
- Gà Dumpy (gà lùn Scotland)
- Gà Dominique
- Gà Dorking
- Gà Redcap
- Gà Manx Rumpy

### Pháp

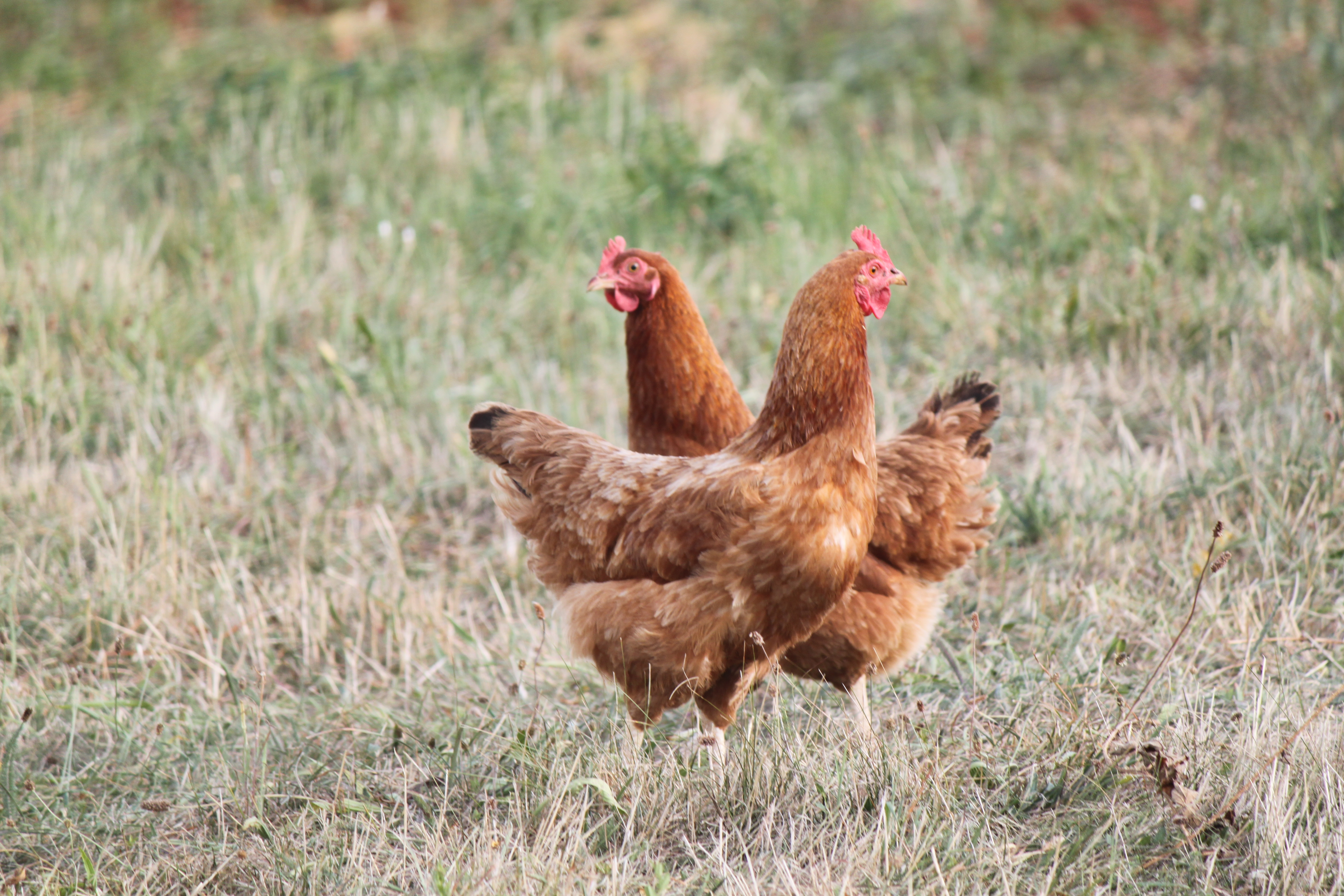
Gà SS của Pháp

- Gà Sasso
- Gà Grimaud
- Gà Redbro
- Gà Crevecoeur
- Gà Faveroll
- Gà Houdan
- Gà La Fleche
- Gà Marans
- Gà Faverolles

### Đức

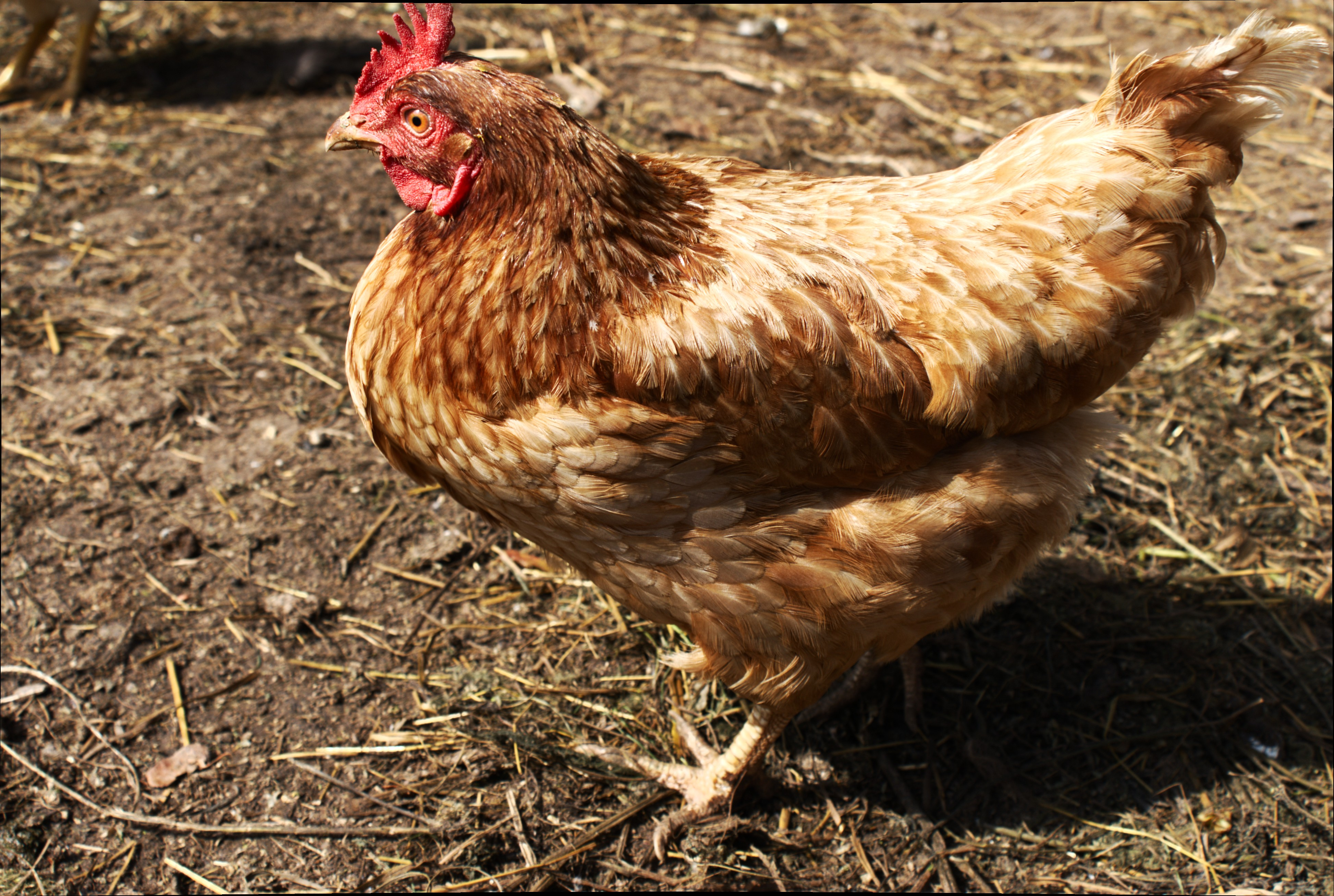
Gà:Lohmann Brown

- Gà Lohmann nâu hay Lohmann Brown (Lô man Brao)
- Gà Phượng hoàng vàng
- Gà Lakenvelder
- Gà Vorwerk

### Ý
- Gà Leghorn còn gọi là gà Lơgo
- Gà Ancona
- Gà Buttercup hay Gà Sicilian buttercup

### Bỉ
- Gà râu Bỉ (Belgian D'Uncle)
- Gà Campine
- Gà Brabanter

### Hà Lan

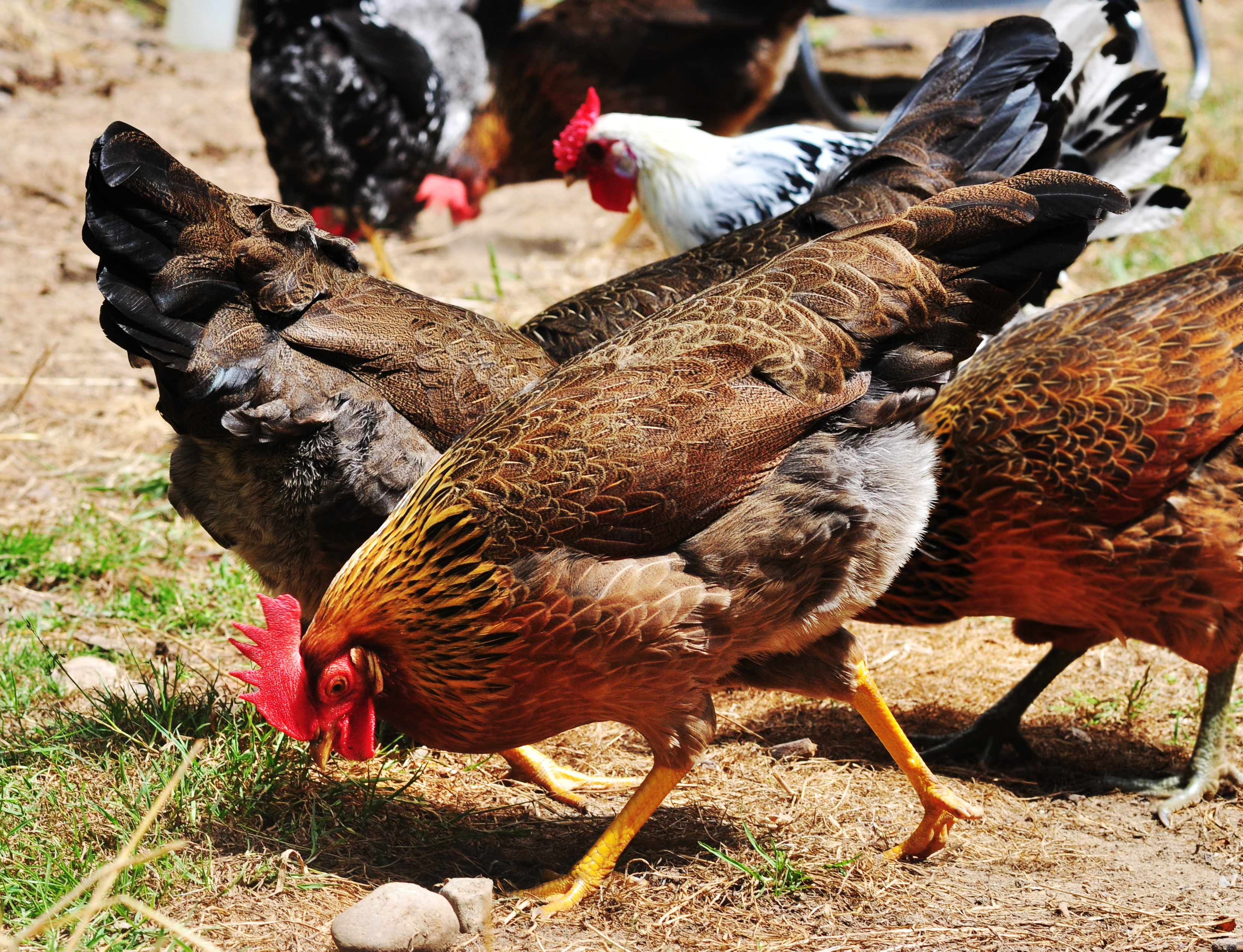
Một giống gà của Hà Lan

- Gà Hisex gồm Gà Hisex Brown (Hai-sêch Brao) và Hisex White (HW)
- Gà Gold–Line hay Gà Goldline-54
- Gà Hybro (HV 85)
- Gà Ba Lan hay gà vàng Ba Lan
- Gà Hamburg
- Gà Barnevelder
- Gà tre Bốt
- Gà Dutch
- Gà Hà Lan
- Gà Welsummer

### Tây Ban Nha
- Gà Leon
- Gà Andalusian
- Gà Catalana
- Gà Minorca
- Gà Pennedesenca
- Gà mặt trắng

### Trung Quốc

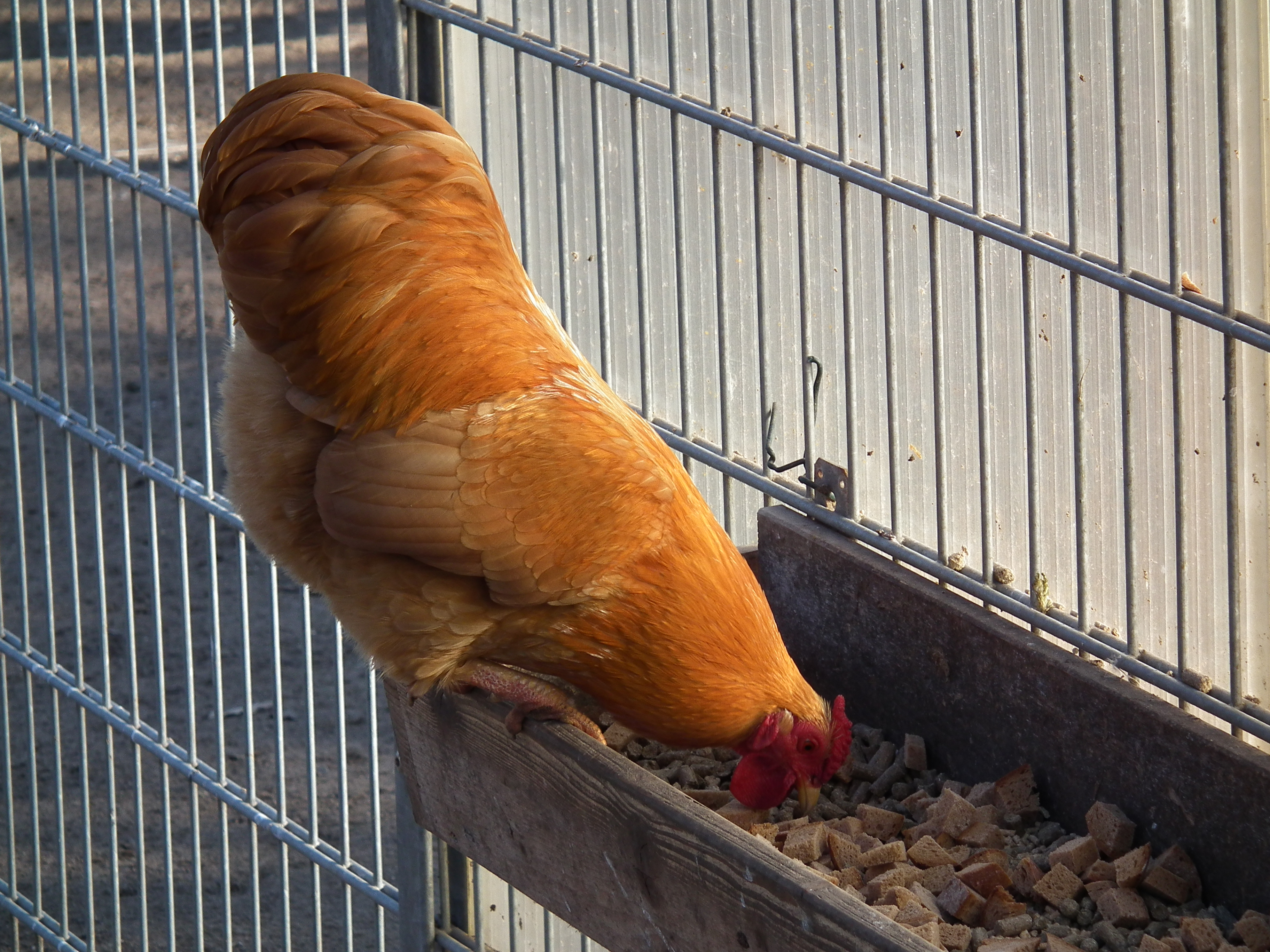
Gà Tam hoàng

- Gà Tam hoàng
- Gà Lương Phượng
- Gà lông xù
- Gà Hắc Phong
- Gà Lô Hoa
- Gà Long Phượng

### Nhật Bản
- Gà tre Nhật hay Gà Chabo (Ải kê)
- Gà Onagadori (Gà đuôi dài hay Vĩ trường kê)
- Gà Ohiki (gà đuôi lết hay Vĩ duệ kê)
- Gà Shamo (Quân kê)
- Gà Satsumadori
- Gà Nagoya
- Gà Yokohama

### Đông Nam Á
- Ayam Cemani (gà mặt quỷ)
- Gà Sumatra

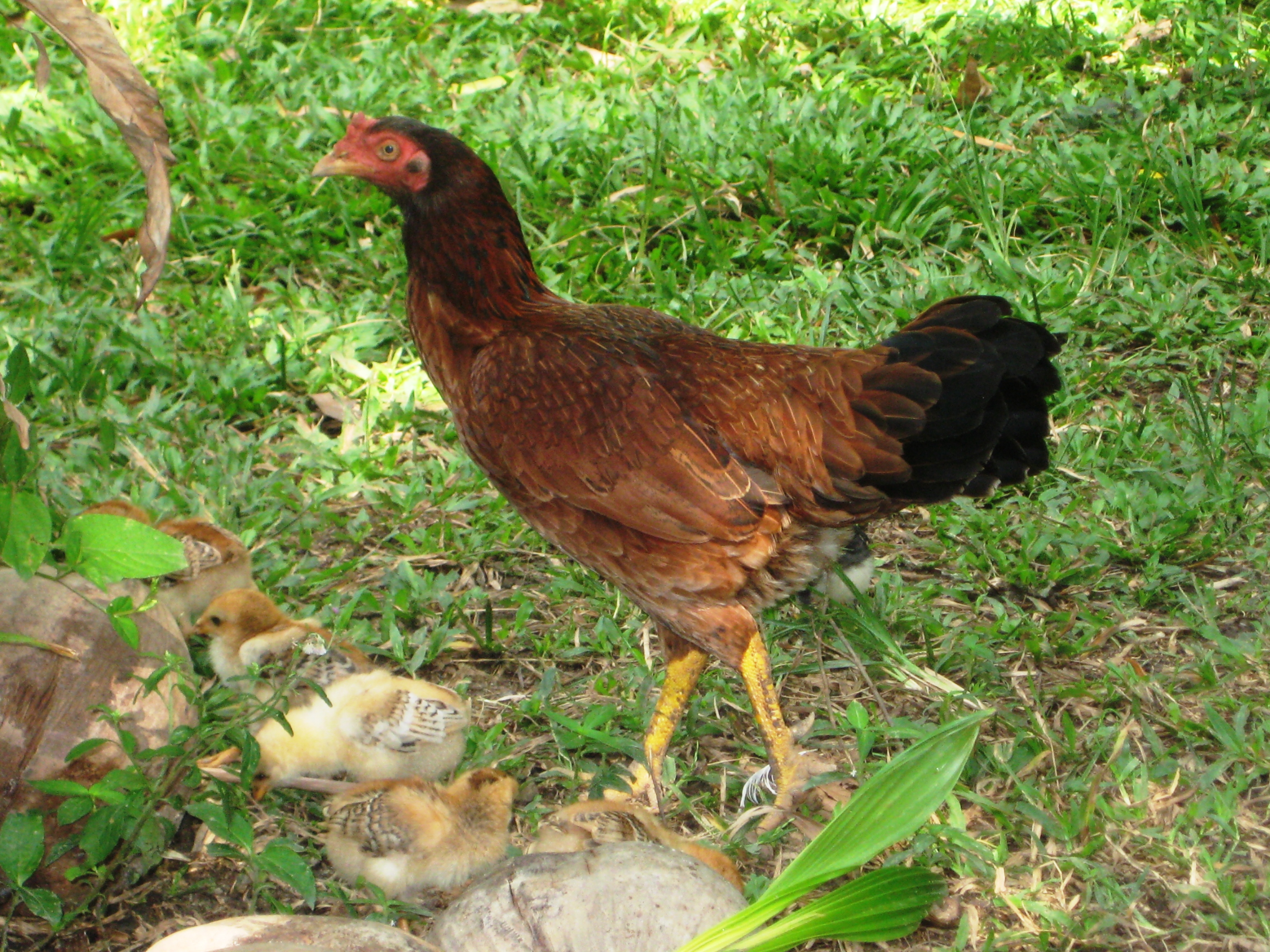
Gà Kampong

- Gà Serama hay "ayam katik" (gà lùn) và "ayam cantik" (gà đẹp)
- Gà Kampong (Malaxia và Indonesia)
- Gà chọi Mã Lai
- Gà Bantam
- Gà chọi Philippines
- Gà Bekisar
- Gà chọi Thái

### Khác
- Gà Araucana gà cúp Nam Mỹ

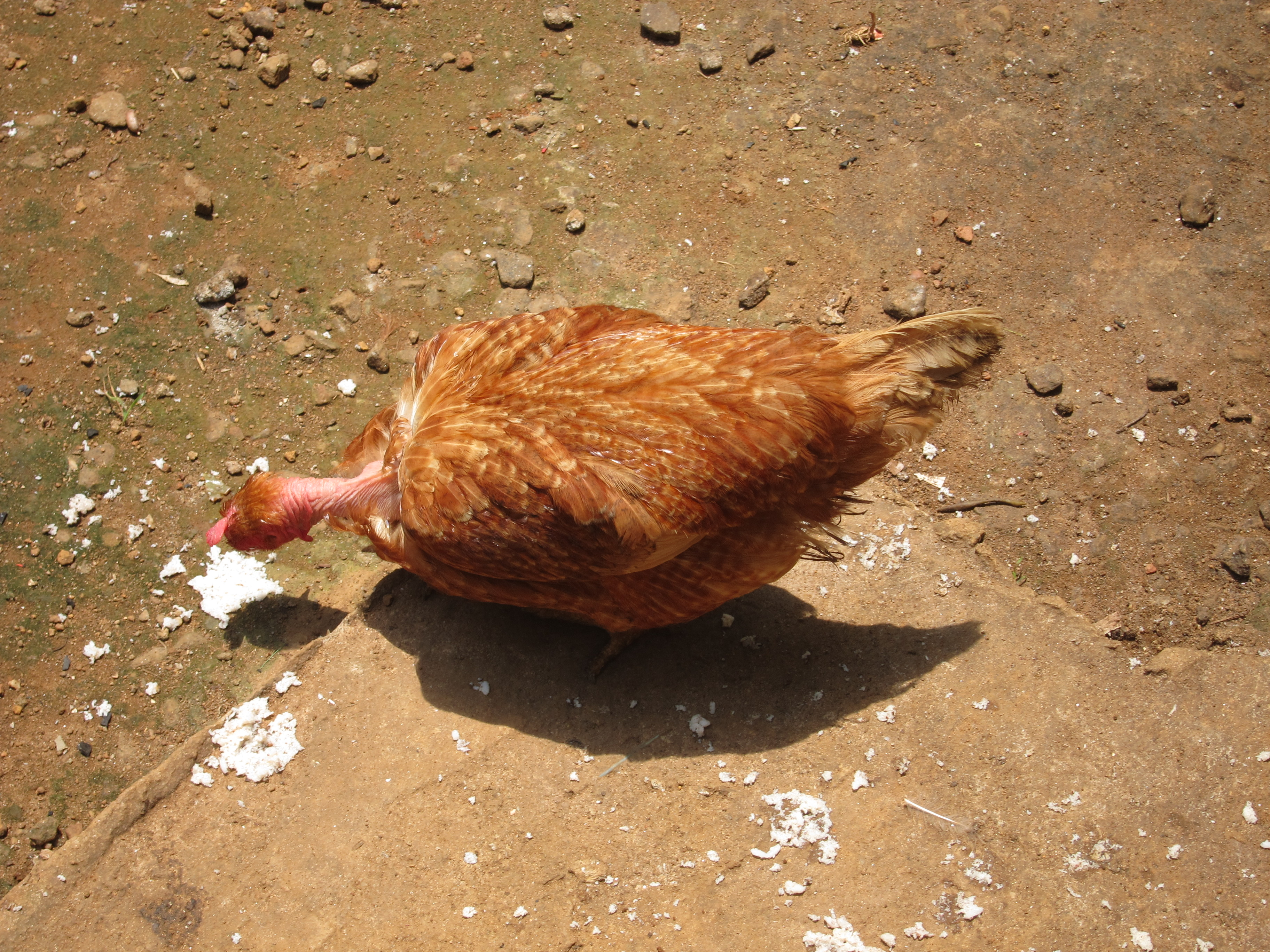
Gà cổ trụi

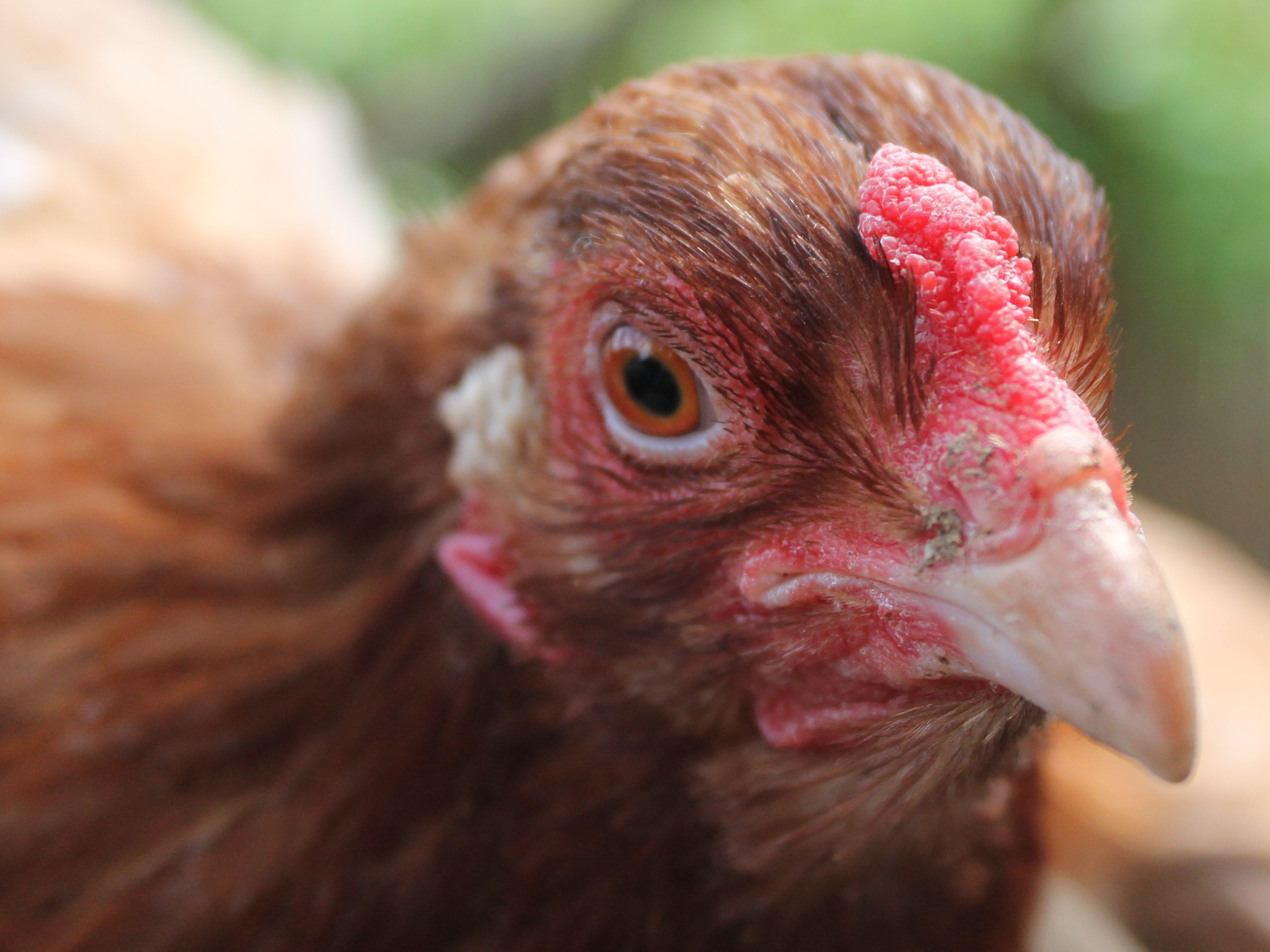
Gà chọi Cuba

- Gà Ai Cập (Fayoumi), gà siêu trứng
- Gà Kabir
- Gà trụi lông
- Gà Hungary hay gà Hung, Yellow Godollo
- Gà cổ trụi hay gà cổ rắn
- Gà Australorp hay Gà Úc, gà Astralerp, gà quạ
- Gà Sultan
- Gà chọi Pêru
- Gà Asil
- Gà chọi Cuba (Cubalaya)
- Gà BE
- Gà Séc
- Gà Shaver
- Gà Dekalb gồm Dekalb Brown và Dekalb White
- Gà Bovans gồm Bovans Brown và Bovans White
- Gà Appenzeller
- Gà Orloff hay gà Nga
- Gà Chantecler
- Gà Showgirls
- Gà Cobb
- Gà thịt Cohman
- Gà Moravia